# Vänershof

Vänershof, kommunal idrottsanläggning i stadsdelen Nyestan i Mariestad. Vid fotbollsplanen finns Mariestad BK:s kansli. Klubbens a-lag spelar f.n. i division 4. Den rustika inomhushallen (Vänershofshallen) utgör hemmaplan för handbollslaget Mariestads AIF. Hallen uppfördes under mellankrigstiden och är sliten. Kommunen har beslutat ge hallen nytt tak under 2007. Vänerhofshallen revs 2017.
Strax intill finns Mariestads isstadion, hemmaarena för Mariestads BOIS.